# John Densmore
John Paul Densmore, född 1 december 1944 i Los Angeles, Kalifornien, är en amerikansk trummis. Han var trumslagare i det psykedeliska rockbandet The Doors från starten 1965 och fram till bandets upplösning 1973. Som medlem i The Doors är han sedan 1993 invald i Rock and Roll Hall of Fame.
Han har varit sporadiskt aktiv som musiker efter bandupplösningen. Numera spelar han i det amerikanska bandet Tribaljazz, som gav ut sitt självbetitlade debutalbum 2006.
Densmore har varit mycket strikt rörande hur The Doors musik får användas. Han blockerade vid flera tillfällen gruppens musik från att användas i reklamfilmer, vilket ledde till konflikt och rättsprocessor mellan honom och de två andra då levande medlemmarna Ray Manzarek och Robbie Krieger. Densmore har hänvisat till att Jim Morrison visat stark antipati mot att gruppens musik skulle användas så under sin levnad, och har också åberopat en överenskommelse bandet gjort där alla behöver vara överens rörande beslut.
Densmore har även skrivit Riders on the Storm, en biografi om Jim Morrison och The Doors.